# شعار أوكرانيا
الشعار الوطني لأوكرانيا الذي يسمى عادة تريزوب (بالأوكرانية:  Державний Герб України) والتسمية الشائعة (بالأوكرانية: Тризуб) وتعني رمح ثلاثي، تظهر فيه نفس ألوان علم أوكرانيا؛ درع أزرق ورمح ثلاثي الشعب بلون ذهبي. أصبح الشعار رسميًا في 19 فبراير 1992.

## معرض صور

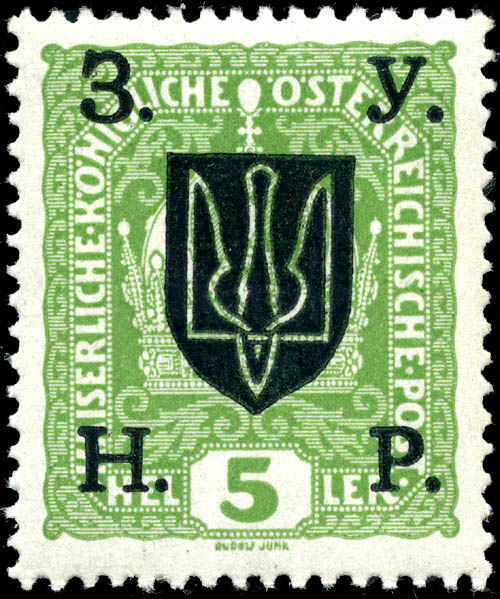